# فرناندو كارينيو
فرناندو كارينيو (15 يناير 1979 بمونتفيدو في الأوروغواي - ) هو لاعب كرة قدم إيطالي وأوروغواني في مركز الدفاع. شارك مع منتخب الأوروغواي تحت 17 سنة لكرة القدم ومنتخب الأوروغواي تحت 20 سنة لكرة القدم. أما مع النوادي، فقد لعب مع بنيارول وريفر بليت وكينغداو جونون ولوغرونيس ونادي آراو ونادي رايندورف آلتاخ ونادي يانغ بويز وفيلا إسبانيول ‏ وإنستيتوسيون أتلتيكا سود أمريكا ‏ ونادي سيرو.

## وصلات خارجية
- فرناندو كارينيو على موقع الاتحاد الدولي (مؤرشف)  (الإنجليزية)
- فرناندو كارينيو على موقع قاعدة بيانات كرة القدم.إي يو (الإنجليزية)
- فرناندو كارينيو على موقع Soccerway.com (الإنجليزية)